# Biển mở (Luật Quốc tế)
Biển mở, hay Mare Liberum (hoặc Tự do của Biển) là cuốn sách luật quốc tế bằng tiếng Latinh do nhà tư tưởng và nhà triết học người Hà Lan Hugo Grotius viết, được xuất bản lần đầu năm 1609. Trong cuốn sách, Grotius đã xây dựng nguyên tắc mới rằng biển là lãnh thổ quốc tế và tất cả các quốc gia đều được tự do sử dụng để buôn bán trên biển. Nguyên tắc này nhằm vào chính sách biển đóng của Bồ Đào Nha và tuyên bố sự độc quyền thương mại của họ ở Ấn Độ. Grotius đã viết luận văn này trong khi tư vấn cho Công ty Đông Ấn Hà Lan sau vụ việc bắt giữ tàu Santa Catarina Bồ Đào Nha.

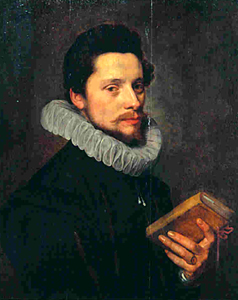
Một bức chân dung của Grotius năm 1608 (ở tuổi 25) do họa sĩ Michiel Jansz van Mierevelt vẽ.

Lập luận của Grotius là biển được tự do cho tất cả quốc gia và rằng không nước nào có quyền ngăn cản những quốc gia khác tiếp cận nó. Trong chương I, ông đặt ra mục tiêu của mình, thể hiện "một cách ngắn gọn và rõ ràng rằng người Hà Lan [...] có quyền đi thuyền đến Đông Ấn", và quyền "để tham gia vào thương mại với những người dân ở đó". Sau đó ông tiếp tục trình bày lập luận của ông, ông gọi là "tiên đề cụ thể và không thể thuyết phục của Luật Quốc gia, được gọi là nguyên tắc chính hoặc nguyên tắc đầu tiên, tinh thần đó là hiển nhiên và bất biến", cụ thể là: "Mọi quốc gia đều được tự do đi du lịch đến mọi quốc gia khác và giao dịch với quốc gia đó" Từ tiên đề này, Grotius lập luận rằng quyền tự chủ và không thể thay đổi này là để đi lại và buôn bán, được yêu cầu (1) quyền qua lại không gây hại trên đất liền, và (2) quyền tương tự của Qua lại không gây hại trên biển. Tuy nhiên biển giống như bầu trời hơn mặt đất, trái ngược với đất đai, đó là tài sản chung của tất cả quốc gia:
"Không khí (bầu trời) thuộc về lớp này vì hai lý do. Đầu tiên, nó không dễ bị chiếm đóng; và thứ hai sử dụng phổ biến của nó là dành cho tất cả mọi người. Vì lý do tương tự, biển là phổ biến cho tất cả, bởi vì nó vô hạn đến mức nó không thể trở thành sở hữu của bất kỳ quốc gia nào, và bởi vì nó được điều chỉnh cho việc sử dụng tất cả, cho dù chúng ta xem xét nó từ quan điểm của đi lại hay khai thác thủy sản."

Mare Liberum được Elzevier xuất bản vào mùa xuân năm 1609. Nó đã được dịch sang tiếng Anh hai lần. Bản dịch đầu tiên là của Richard Hakluyt, bản dịch được hoàn thành trong một thời gian không rõ giữa ấn bản đầu của Mare Liberum năm 1609 và cái chết Hakluyt trong năm 1616. Tuy nhiên, bản dịch của Hakluyt chỉ công bố lần đầu tiên vào năm 2004 dưới tiêu đề Biển tự do (tiếng Anh:The Free Sea) như một phần của loạt bài "Luật tự nhiên và kinh điển khai sáng" của Quỹ Tự do (Liberty Fund). Bản dịch thứ hai là của Ralph Van Deman Magoffin, phó giáo sư Lịch sử Hy Lạp và La Mã tại Đại học Johns Hopkins. Bản dịch này là một phần của một cuộc tranh luận về vận chuyển tự do trong Chiến tranh thế giới thứ nhất và được xuất bản bởi Quỹ Carnegie vì Hòa bình Quốc tế và Nhà xuất bản Đại học Oxford vào năm 1916 với tên gọi Tự do của Biển, hay Quyền của Người Hà Lan tham gia vào Thương mại Đông Ấn (The Freedom of the Seas, Or, The Right Which Belongs to the Dutch to Take Part in the East Indian Trade).